# Matterhorn Gotthard Bahn
De Matterhorn Gotthard Bahn (MGB) is een private smalspoormaatschappij in Zwitserland die op 1 januari 2003 is ontstaan na een fusie tussen de Furka-Oberalp-Bahn (FO) en de Brig-Visp-Zermatt-Bahn (BVZ).
De maatschappij beheert een spoorwegnet van 144 kilometer, met een spoorwijdte van 1.000 millimeter.
De belangrijkste spoorlijn van de MGB is die van Disentis in Graubünden over de Oberalppas via Andermatt, de Furka-Basistunnel, Brig en Visp naar Zermatt. Ook de korte spoorlijn tussen Andermatt naar Göschenen, de oorspronkelijke Schöllenenbahn, behoort tot de MGB. In Disentis is er een aansluiting op het spoorwegnet van de Rhätische Bahn, waarmee de MGB gezamenlijk de Glacier Express exploiteert tussen Zermatt en Sankt Moritz, Davos en/of Chur. In Göschenen, Brig en Visp is er een overstapmogelijkheid op de treinen van de SBB.
Voor de ingebruikname van de Furka-Basistunnel tussen Oberwald en Realp in 1982 reden de treinen over de Furkapas; op een gedeelte van het oorspronkelijke traject rijden nu de stoomtreinen van de Dampfbahn Furka-Bergstrecke.
In december 2007 is een nieuw traject tussen Bitsch en Brig in gebruik genomen. Deze spoorlijn loopt onder de toegangspoort van de Simplontunnel door. Hierdoor hoeft er in Brig niet meer kop gemaakt te worden. Het op korte afstand van Brig gelegen station Naters is komen te vervallen.

## Trajecten
Deze kaarten zijn te zien bij de oorspronkelijke bedrijven.
- Zermatt - Visp - Brig
- Brig - Andermatt - Disentis/Mustér
- Andermatt - Göschenen

## Tandradsysteem
De MGB maakt gebruik van het tandradsysteem Abt. Abt is een systeem voor tandradspoorwegen, ontwikkeld door de Zwitserse ingenieur Carl Roman Abt (1850-1933).

## Elektrische tractie
De lijnen van de Matterhorn Gotthard Bahn zijn geëlektrificeerd met 11.000 volt, 16 2/3 Hz wisselspanning.

## Ongeval
Rond het middaguur van vrijdag 23 juli 2010 reed een trein 908 van de Matterhorn Gotthard Bahn richting de Zwitserse plaats Sankt Moritz op enkelspoor tussen Lax en Fiesch langs een ravijn. Na het ravijn gepasseerd te hebben, kantelden de twee achterste wagens, waarvan er een op een helling terechtkwam.